# Coulsdon
Coulsdon (phiên âm /ˈkuːlzdən/) là một quận nằm ở sát biên giới phía nam của Khu Croydon của Luân Đôn, Anh. Nó được bao quanh bởi Vành đai xanh đô thị. Khu vực hiện đại của Coulsdon bao gồm Old Coulsdon, là nơi định cơ lâu đời và đầu tiên ở đây; và Smitham Bottom, nơi đã phát triển giàu có từ khi đường ray xe lửa chạy ngang qua.